# Белохохлая кустарница
Белохохлая кустарница, или белохохлый хохотун (лат. Garrulax leucolophus), — вид воробьиных птиц из семейства кустарницевых (Leiothrichidae).

## Описание
Длина тела составляет около 28 см. Питается насекомыми, ягодами и семенами.
Обитает в зарослях бамбука, кустарниках и подлеске лесов в Юго-Восточной Азии, от Гималаев до юго-запада Китая, до высоты 1200 метров над уровнем моря.
Гнездо куполообразной формы строит из сухих листьев и мха, вход расположен с боку. В кладке 3-6 яиц синего цвета. Инкубационный период составляет 13—26 дней. Молодые птицы покидают гнездо через 13—16 дней.

## Классификация
Международный союз орнитологов выделяет 4 подвида:
- Garrulax leucolophus leucolophus (Hardwicke, 1816) — Гималаи и юго-восточный Тибет;
- Garrulax leucolophus patkaicus Reichenow, 1913 — северо-восток Индии, Мьянма, запад провинции Юньнань (юго-восточный Китай);
- Garrulax leucolophus belangeri R. Lesson, 1831 — центральная Мьянма, юго-западный Таиланд;
- Garrulax leucolophus diardi (R. Lesson, 1831) — восточная Мьянма, южный Китай, Индокитай.

- Голос птицы в национальном парке Кхауяй, Таиланд
- Голос птицы